# Strand Magazine
Strand Magazine — ежемесячный иллюстрированный журнал беллетристики, основанный Джорджем Ньюнсом. Издавался в Великобритании с января 1891 по март 1950 года. Всего за 59 лет вышло 711 выпусков. В журнале печатались такие авторы, как Артур Конан Дойл, Агата Кристи, П. Г. Вудхауз, Герберт Уэллс, Жорж Сименон и другие классики детективного, приключенческого и фантастического жанров.
Журнал с самого начала пользовался большой популярностью, первые выпуски издавались тиражами до 300 000 экземпляров, а к 1930-м годам ежемесячный тираж достигал 500 000 экземпляров. Редакция журнала располагалась на улице Бурлей, неподалёку от перекрёстка со Стрэндом. На протяжении большей части существования журнала его главным редактором был Герберт Гринхоу Смит.
Начиная с 1998 года журнал снова издаётся, теперь ежеквартальными выпусками. Его редакция располагается в Бирмингеме (штат Мичиган, США).

## Содержание журнала
Своей популярностью журнал был обязан тому, что большое количество рассказов популярнейших авторов того времени впервые вышли в свет именно на страницах The Strand Magazine. Кроме того, они были весьма качественно иллюстрированы. Например, «Скандал в Богемии», «Собака Баскервилей» и многие другие произведения о Шерлоке Холмсе были впервые опубликованы именно здесь с классическими иллюстрациями Сидни Пэджета. С другой стороны, редакция журнала оказала определённое влияние на содержание и формат рассказов о знаменитом сыщике. Также впервые в журнале была опубликована «Страна слепых» Герберта Уэллса.
В третьем выпуске журнала была помещена иллюстрация, принадлежащая перу королевы Виктории, — набросок портрета её первенца.
Возрождённый в 1998 году журнал также специализируется на первых публикациях ранее не издававшихся произведений, в том числе рассказов Агаты Кристи и Теннесси Уильямса.

## Головоломки
Журнал славился не только иллюстрированными рассказами, но и головоломками, многие из которых были концептуально новыми для своего времени. Первым редактором раздела головоломок (англ. Perplexities) был математик Генри Эрнест Дьюдени (Henry Ernest Dudeney, 1857—1930), изобретатель числового кроссворда и автор статьи «Психология любви к загадкам», в которой анализировался высокий спрос на головоломки в печати. Дьюдени редактировал «Головоломки» с 1910 года до своей смерти в 1930. С этого времени редакторами стали Дж. Г. Сэвидж и У. Т. Уильямс. В 1935 году они создали и опубликовали одну из наиболее знаменитых числовых головоломок под названием «Маленькая свиноферма».

## Дизайн
На обложке журнала в большинстве случаев изображался вид на церковь Сент-Мэри-ле-Стрэнд, сначала от перекрёстка Стрэнда и улицы Бурлей, что было отражено в табличке с названием улицы и номером дома. Позже, когда редакция перебралась на улицу Саутгемптон, адрес на табличке также изменился. Улица на иллюстрации была украшена гирляндой с буквами The Strand Magazine. Автор иллюстрации — Джордж Чарльз Эте (англ. George Charles Haité). Подобным же образом была оформлена и обложка журнала The Strand Musical Magazine, выходившего в том же издательстве.
В связи с истечением срока защиты авторских и смежных прав на часть выпусков журнала организация The Internet Archive отсканировала первые 384 выпуска The Strand Magazine из библиотек Мичиганского, Индианского и Принстонского университетов.